# Here's to Future Days
Here's to Future Days è il quinto album in studio del gruppo musicale britannico Thompson Twins, pubblicato nel 1985. È stato prodotto da Nile Rogers.

## Tracce
Tutte le tracce sono di Tom Bailey, Alannah Currie e Joe Leeway, tranne dove indicato.
- Side 1

1. Don't Mess with Doctor Dream – 4:25
2. Lay Your Hands on Me – 4:22
3. Future Days – 3:00
4. You Killed the Clown – 4:54
5. Revolution (John Lennon, Paul McCartney) – 4:06

- Side 2

1. King for a Day – 5:22
2. Love Is the Law – 4:45
3. Emperor's Clothes (Part 1) – 4:46
4. Tokyo – 3:39
5. Breakaway – 3:34